# Achang
Os Achang são um povo que vive no sul da República Popular da China, na província de Yunnan, ao longo da fronteira sino-birmanesa.